# Arda Valles
Arda Valles es una formación geológica de tipo valle en la superficie de Marte, localizada con el sistema de coordenadas planetocéntricas a -19.47° latitud N y 329.14° longitud E, que mide 173.67 km de diámetro. El nombre fue aprobado por la Unión Astronómica Internacional en 1976 y hace referencia a una de las características de albedo en Marte y que toma el nombre del río Arda en Bulgaria.